# هایدوپراجکت
هایدوپراجکت (روسی: Институт «Гидропроект») شرکت برق روسی است، که در سال ۱۹۲۷ تأسیس شد و هم‌اکنون زیرمجموعه‌ای از شرکت روس‌گیدرو می‌باشد.